# José Cándano y García de la Mata
José Cándano y García de la Mata (Ciudad de México, 29 de julio de 1913-Huasca, Hidalgo, 28 de octubre de 2004) fue un abogado mexicano, Secretario General del Gobierno del Distrito Federal y rector de la Escuela Libre de Derecho.

## Biografía
Ingresó a la carrera de abogado en 1932, optando por la Escuela Libre de Derecho después de haber asistido como oyente a clases en dicha institución y en la Facultad de Jurisprudencia. Terminó sus estudios en 1936. Recibió su título profesional el 4 de octubre de 1937, con la tesis Estudio sobre la Convención Colectiva de las Condiciones de Trabajo.
En el ámbito profesional, fue pasante en el despacho de los licenciados Julio Ogarrio, José Estrada Otamendi y Fernando Casas Alemán. Posteriormente se desempeñó como abogado consultor del gobierno del estado de Veracruz, presidido por el gobernador Miguel Alemán, y fungió después como Secretario Particular del Gobernador.
Fue, además, funcionario en diversos puestos de la Secretaría de Gobernación. Desde 1946 fue Secretario Particular del licenciado Casas Alemán, Jefe del entonces Departamento del Distrito Federal. Posteriormente, fue Secretario General del Gobierno del Distrito Federal, puesto al cual renunció en 1956.
Impartió el Segundo Curso de Derecho Procesal del Trabajo en la Facultad de Jurisprudencia, abandonando dicha cátedra para impartir la clase de Derecho del Trabajo en la Escuela Libre de Derecho. Propuso un cambio en el plan de estudios para incluir en la mencionada cátedra, además de la parte sustantiva, la parte adjetiva o procesal de la materia.
Don José Cándano fue Rector de la Escuela Libre de Derecho de 1987 a 1990. Durante su rectorado realizó gestiones para la adquisición en propiedad de un terreno para la Escuela, gestiones que llegarían a buen término en años subsecuentes.